# Skvattramskål
Skvattramskål (Godronia ledi) är en svampart som först beskrevs av Alb. & Schwein., och fick sitt nu gällande namn av Petter Adolf Karsten 1885. Godronia ledi ingår i släktet Godronia och familjen Helotiaceae.   Inga underarter finns listade i Catalogue of Life.
I den svenska databasen Dyntaxa används istället namnet Neogodronia ledi för samma taxon.  Arten är reproducerande i Sverige.